# Ratibor (kasztelan kłodzki)
Ratibor (XII wiek) - szósty kasztelan kłodzki pod koniec XII wieku.
Nie znamy szczegółów dotyczących jego życia, ze względu na brak zachowanych źródeł historycznych. Pewne jest, że był on pochodzenia słowiańskiego. Poza tym należał do stanu rycerskiego. Jego braćmi byli: Bogusza Brodaty, Hermann, Lutobor i Vmuka. Zajmował stanowisko kasztelana kłodzkiego za panowania księcia czeskiego i biskupa praskiego, Henryka Brzetysława. Jest wymieniany w dokumencie wydanym przez tego władcę w 1196 roku jako jeden ze świadków.